# Parque Arapahoe
El Parque Arapahoe (en inglés: Arapahoe Park) es una pista de carreras de caballos en el condado de Arapahoe, 26000 Este Avenida Quincy, Aurora, Colorado, Estados Unidos. La pista acoge diversos tipos de carreras incluyendo las de caballos árabes. El calendario 2013 comenzó con el Memorial Day Weekend del 25 al 27 mayo y hasta el 18 de agosto. Las Carreras en el parque Arapahoe abarcan 39 días fuera del año, de viernes a domingo.
Hay muchos paquetes de fiesta para elegir durante la temporada en vivo. La pista también alberga una variedad de eventos para uso público y privado.